# ديريك غوردون
ديريك غوردون (12 ديسمبر 1991 في الولايات المتحدة - ) (بالإنجليزية: Derrick Gordon)‏ هو لاعب كرة سلة أمريكي في مركز مدافع مسدد الهدف. لعب مع UMass Minutemen and Minutewomen ‏.

## وصلات خارجية
- ديريك غوردون على موقع كرة السلة الأوروبية.كوم (الإنجليزية)
- ديريك غوردون على موقع كلية كرة السلة في سبورتس رفرنس.كوم (الإنجليزية)
- ديريك غوردون على موقع ريلجم (الإنجليزية)
- ديريك غوردون على موقع بروبوليرز (الإنجليزية)